# 吉井虹
吉井 虹（よしい こう、2003年8月1日 - ）は、静岡県焼津市出身で、時津風部屋所属（入門時は中川部屋）の現役大相撲力士。本名同じ。身長178.6cm、体重164.7kg、血液型はA型。最高位は東幕下3枚目（2022年9月場所）。

## 来歴

### 入門前
5歳の時から柔道をしていたが、地元の相撲大会で優勝したことを機に地元のやいづ相撲クラブに通い始めた。小学校5年次にわんぱく相撲全国大会ベスト16、6年次に全日本小学生相撲優勝大会で2位の実績を残している。焼津市立港中学校に進学すると、2年次に全国都道府県中学生相撲選手権大会で個人16強と全国中学校相撲選手権大会（全中）ベスト32、3年次には決勝で大辻を破り、全中を制して中学生横綱のタイトルを獲得した。

### 入門後
中学校卒業後は大相撲の中川部屋に入門し、2019年3月場所で初土俵を踏んだ。吉井以前の47人の中学生横綱のうち、大相撲に中卒入門したのは過去3人しかいないという異例の決断であり、実際に吉井は複数の高校から推薦入学の誘いも受けていたが、本人は小学校5年生の時には既に中学校卒業後に入門する決意を固めていた。入門先を中川部屋にしたのは、相撲部屋の中で最初に声を掛けてもらったためである。中川親方(元幕内・旭里)からは「相撲は中卒に有利だぞ。俺も中卒で入門した」と口説かれたとも伝わる。初土俵の同期に時疾風、北の若、大辻らがいる。
初めて序ノ口についた2019年5月場所は5勝2敗で勝ち越し。序二段に上がった翌7月場所も6勝1敗として1場所で通過。三段目に上がった後も4場所連続で勝ち越し、2020年4月27日発表の同年5月場所番付で、16歳8か月26日での新幕下昇進を果たした。これは、中学校卒業前の入門が禁止された1972年以降に初土俵を踏んだ力士としては史上3位の若年昇進だった。平成以降では史上最年少記録となる。しかし、同場所は新型コロナウイルス感染拡大の影響により番付発表後に中止が決定したため、幕下デビューの場所は同場所の番付がそのまま持ち越された翌7月場所となった。その7月場所の直前の7月13日に、師匠の15代中川が起こした不祥事が原因で所属する中川部屋が閉鎖となったため、同じ一門の時津風部屋に移籍した。部屋を移籍して臨んだ新幕下の場所は、13日目に勝ち越しを決めて貴花田（後の第65代横綱・貴乃花）以来となる、16歳での幕下勝ち越しを果たした。翌9月場所以降も勝ち越しが続いていたが、東幕下21枚目まで番付を上げた2021年3月場所で、入門以来初めての負け越しとなった。同年9月場所は場所前に右手親指の靭帯を痛めたが強行出場して勝ち越し。しかし、場所後に手術を受けた影響で続く11月場所は全休となったため、翌2022年1月場所では三段目に番付を下げた。東三段目21枚目で臨んだ1月場所は6勝1敗と大きく勝ち越して1場所で幕下に復帰。東幕下38枚目で迎えた2022年7月場所は7戦全勝で自身初の各段優勝となる幕下優勝を飾った。9月場所は勝ち越せば関取昇進が見える東幕下3枚目まで番付を上げたが、11日目の6番相撲で負け越し、最終的に2勝5敗。翌11月場所は1日目の1番相撲で勝利した後3連敗、その後2連勝で3勝3敗の五分としたものの、7番相撲で敗れ負け越しとなった。翌2023年1月場所は2勝3敗で迎えた6番相撲で大辻と、2018年の全中個人戦決勝以来の対戦となった。対戦の際に「いつか当たるんだろうなとお互いに思っていた」とコメント。相手の右腕を両手で抱え、最後は腕捻りで白星。西幕下7枚目の地位で土俵に上がった2024年5月場所で自身初の幕下15枚目以内の地位での勝ち越し。

## エピソード
- 吉井の名前、虹（こう）は、母親が福山雅治の楽曲『虹』から命名した[10]。福山もTOKYO FM『福のラジオ』で、ドラマ『集団左遷!!』のロケ中、稽古後の吉井と偶然にエレベーターで一緒になったエピソードを明かした[11]。
- 2019年3月の入門時点で、目標とする力士は嘉風、好きな有名人は白鵬[1]。
- 2020年7月に所属していた中川部屋が閉鎖、吉井は時津風部屋に移籍した。その後も元中川部屋の兄弟子が気遣い、「大丈夫か? 落ちついているか?」と連絡をしたという。吉井は「（移籍した時津風部屋は）みんな優しく受け入れてくれた。勝ち越しできるように1日1日集中してやっていく」と話し、7月場所は4勝3敗と勝ち越した[12]。
- 入門から2年未満で師匠が2回（15代中川、16代時津風、17代時津風）も変わっている。また、15代中川から16代時津風への交代から数えて1年間に2回も師匠が不祥事で交代している[13]。

## 主な成績
2025年7月場所終了現在

### 通算成績
- 通算成績：143勝109敗7休（38場所）

### 各段優勝
- 幕下優勝：1回（2022年7月場所）

### 場所別成績
| | 一月場所 初場所（東京） | 三月場所 春場所（大阪） | 五月場所 夏場所（東京） | 七月場所 名古屋場所（愛知） | 九月場所 秋場所（東京） | 十一月場所 九州場所（福岡） |
| --- | ----------------------- | ----------------------- | ----------------------- | --------------------------- | ----------------------- | --------------------------- |
| 2019年 （平成31年 /令和元年） | x                       | （前相撲）              | 東序ノ口14枚目 5–2      | 西序二段66枚目 6–1          | 東三段目96枚目 5–2      | 東三段目61枚目 5–2          |
| 2020年 （令和2年） | 東三段目33枚目 4–3      | 東三段目19枚目 5–2      | 感染症拡大 により中止   | 西幕下54枚目 4–3            | 西幕下44枚目 4–3        | 西幕下33枚目 4–3            |
| 2021年 （令和3年） | 東幕下26枚目 4–3        | 東幕下21枚目 2–5        | 西幕下37枚目 2–5        | 西幕下60枚目 4–3            | 西幕下51枚目 4–3        | 西幕下40枚目 休場 0–0–7     |
| 2022年 （令和4年） | 東三段目21枚目 6–1      | 西幕下42枚目 3–4        | 西幕下47枚目 4–3        | 東幕下38枚目 優勝 7–0       | 東幕下3枚目 2–5         | 東幕下10枚目 3–4            |
| 2023年 （令和5年） | 西幕下15枚目 3–4        | 東幕下19枚目 5–2        | 東幕下12枚目 2–5        | 東幕下31枚目 4–3            | 東幕下25枚目 4–3        | 東幕下19枚目 4–3            |
| 2024年 （令和6年） | 西幕下15枚目 3–4        | 西幕下22枚目 6–1        | 西幕下7枚目 5–2         | 西幕下4枚目 2–5             | 東幕下15枚目 4–3        | 東幕下10枚目 3–4            |
| 2025年 （令和7年） | 西幕下18枚目 1–6        | 西幕下41枚目 4–3        | 西幕下33枚目 5–2        | 東幕下18枚目 5–2            | x                       | x                           |
| 各欄の数字は、「勝ち-負け-休場」を示す。 優勝 引退 休場 十両 幕下 三賞：敢=敢闘賞、殊=殊勲賞、技=技能賞 その他：★=金星 番付階級：幕内 - 十両 - 幕下 - 三段目 - 序二段 - 序ノ口 幕内序列：横綱 - 大関 - 関脇 - 小結 - 前頭（「#数字」は各位内の序列） |                         |                         |                         |                             |                         |                             |

## 改名歴
- 吉井 虹（よしい こう）2019年3月場所 -